# 大原運動公園野球場
大原運動公園野球場（おおはらうんどうこうえん やきゅうじょう）は、新潟県南魚沼市万条新田の大原運動公園内にある野球場。施設は、南魚沼市が所有して指定管理者として「BMS南魚沼スポーツコミュニティ」が運営管理を行っている。

## 歴史
- 2014年（平成26年）- 5月25日、オープン記念試合ルートインBCリーグ（新潟アルビレックス・ベースボール・クラブ対群馬ダイヤモンドペガサス戦）[1]。
  - 8月23日、東京六大学野球オールスターゲーム in 南魚沼[2]。
  - 12月25日、大原運動公園野球場のネーミングライツパートナー募集[3]。
- 2015年（平成27年） - ネーミングライツパートナーにベースボール・マガジン社が選ばれ、同年4月1日より「ベーマガSTADIUM（ベーマガスタジアム）」の名称となる[注 1]。契約は3年間で金額は年間100万円。

## 施設概要
- 観客席

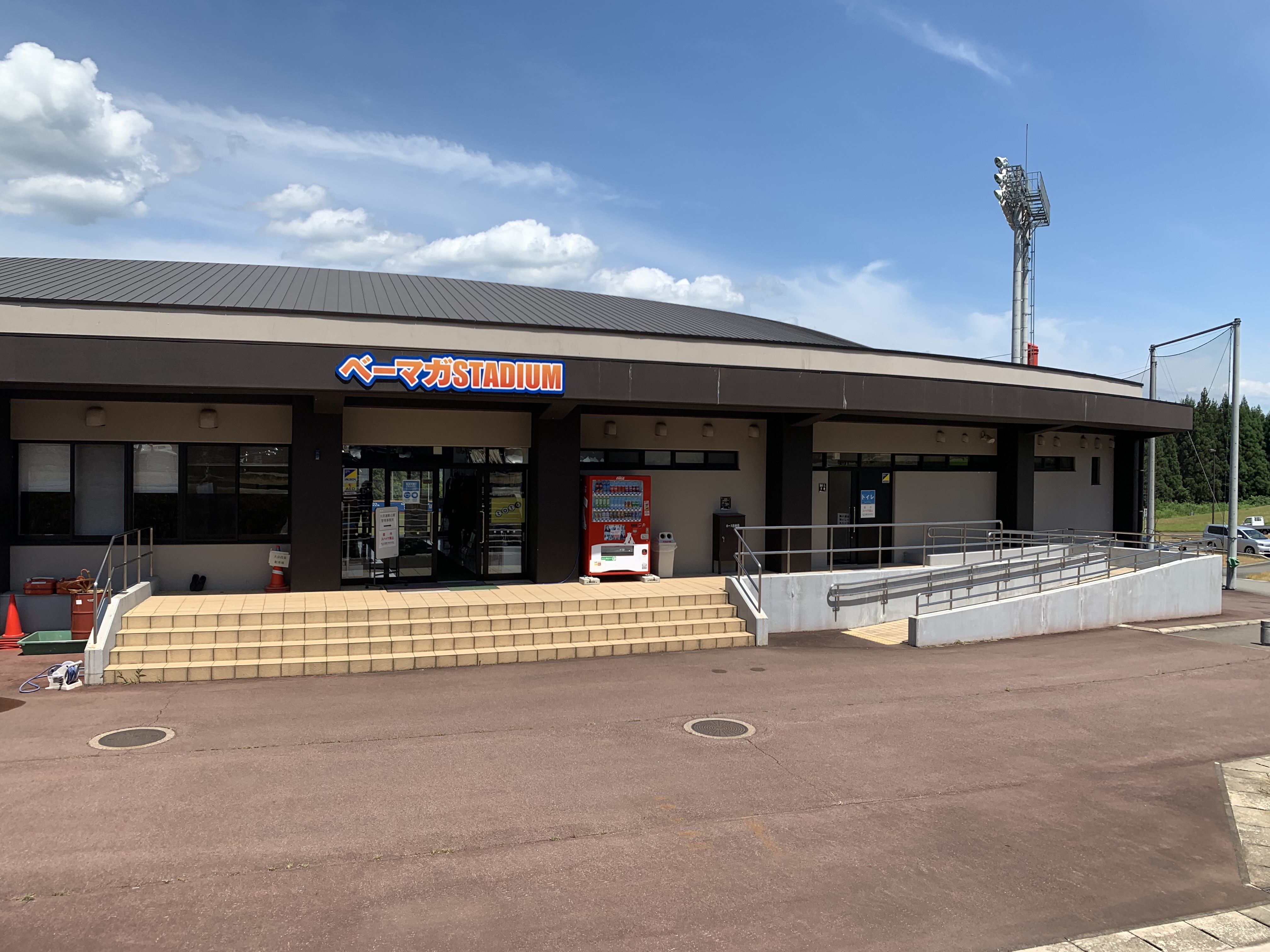
入り口

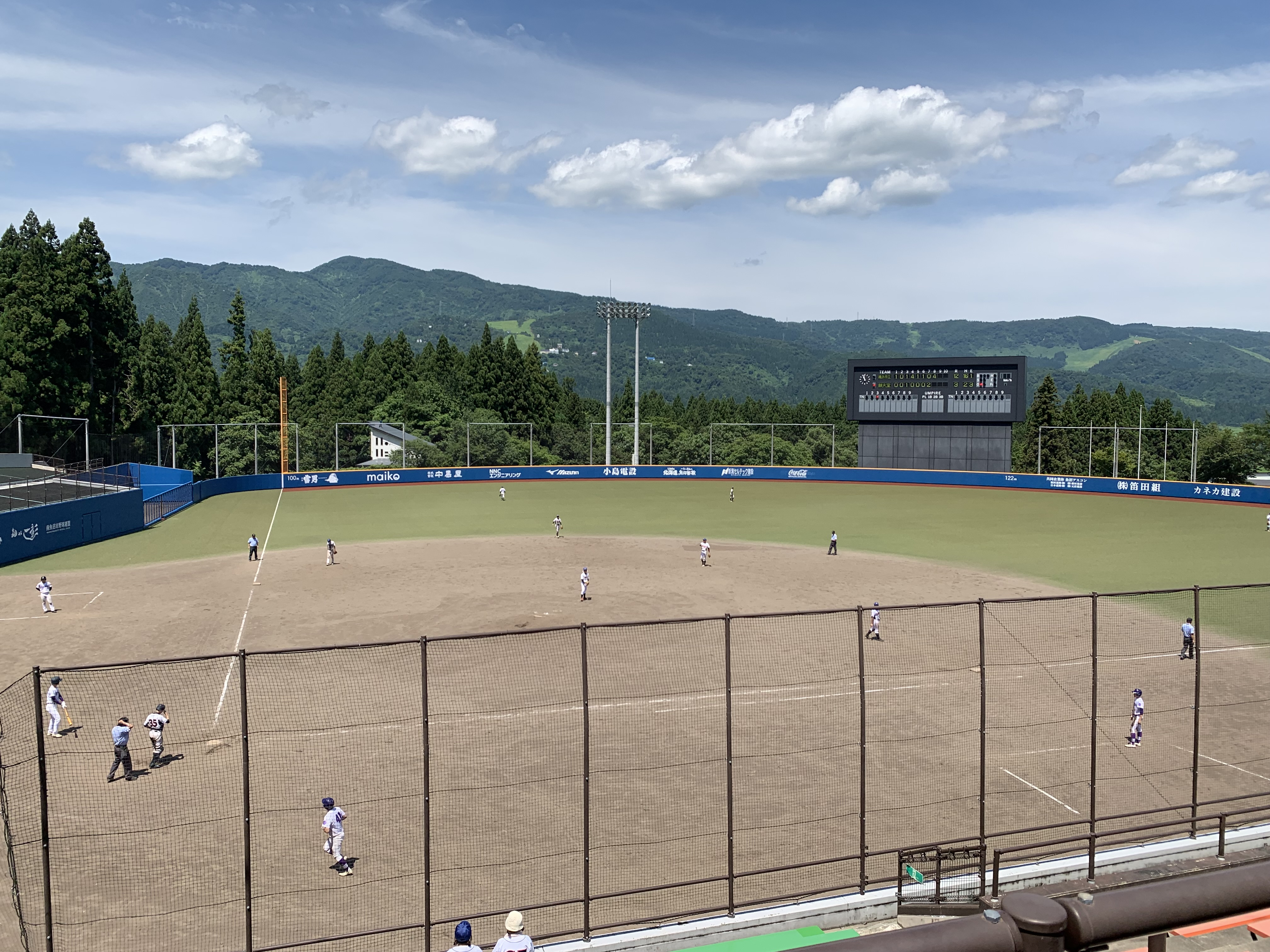
フィールド

  - 内野：3,000人（イス1,000、ゴムチップ仕上げ2,000）外野：なし
- グラウンド
  - 内野：クレー（土）外野：人工芝
- 利用時間
  - 日の出～22：00
- その他
  - 磁気反転式スコアボード（バックスクリーン一体型）ナイター照明
- toto助成を受けている
  - 地域スポーツ施設整備助成（100,000,000円）

## 交通
公共交通
- JR上越線 石打駅より東へ約3 km
- 南越後観光バス MY線「万条新田」バス停（県道28号沿い）より南へ徒歩約5分
  - 越後湯沢駅発着の路線。舞子経由・新国道経由の2系統があり、同バス停を経由するのは前者のみ。

自動車
- 関越自動車道 塩沢石打ICから車で3分
- 駐車場（80台）
- 上越新幹線 越後湯沢駅から車で15分

## 公園内のその他の施設
- テニスコート20面
  - 全国高等学校総合体育大会（2012北信越かがやき総体）のテニス会場の1つに選ばれている。
- 多目的グラウンド
  - 400mトラックとサッカー場がある大きなグラウンド（ナイター照明設備があり、夜10時まで使用可能）